# Duisburger Hafen AG

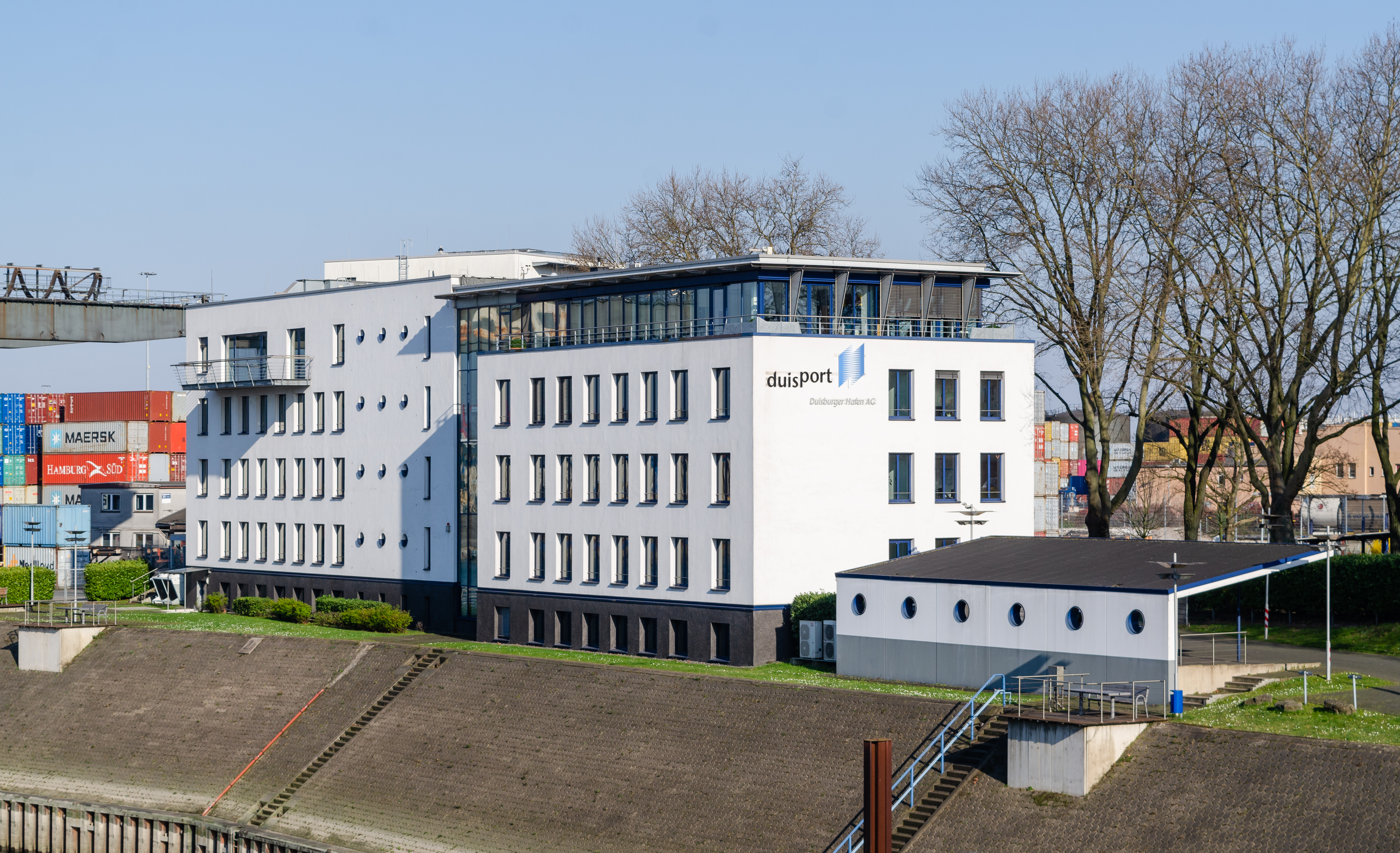
Unternehmenszentrale am Vinckekanal in Ruhrort

Die Duisburger Hafen AG ist Eigentümer und Betreiber des Duisburger Hafens und agiert mit ihren Tochtergesellschaften als Duisport-Gruppe. Eigentümer sind zu zwei Dritteln das Land Nordrhein-Westfalen und zu einem Drittel die Stadt Duisburg.

## Leistungen
Die Duisport-Gruppe ist Komplettanbieter in der Logistikbranche an Rhein und Ruhr. Zum Angebot gehören: Flächenentwicklung über den eigenen Hafenbereich hinaus samt Ansiedlungsmanagement für Logistik- und Industrieunternehmen, die Entwicklung von Hafen- und Logistikkonzepten, Transportleistungen, industrielle Verpackung weltweit sowie Kontraktlogistik im Industrie-Auftrag.
Rund 300 Firmen haben sich im Bereich des Duisburger Hafens angesiedelt, davon allein 100 in den vergangenen 20 Jahren. Mehr als 20.000 Schiffe und rund 25.000 Güterzüge fahren den Duisburger Hafen im Jahr an bzw. verlassen ihn wieder. Wöchentlich unterhält Duisport 400 regelmäßige Verbindungen im Kombinierten Verkehr zu über 80 Destinationen in Europa und Asien. Rund zwei Drittel der jährlich insgesamt 131 Millionen Güter-Tonnen werden inzwischen per Eisenbahn und Schiff umgeschlagen, ein Drittel per Lkw.
Im Jahr 2019 wurden bei Duisport 61,1 Mio. Tonnen Güter umgeschlagen (Schifffahrt), 2018 waren es 65,3 Mio. t. Vor allem der Containerumschlag wuchs in den letzten Jahren. 2019 wurden rund 4,0 Mio. Standardcontainer (TEU) in Duisburg umgeschlagen, 2017 und 2018 waren es jeweils etwa 4,1 Millionen TEU. Die Hafenkapazität wurde auf über fünf Millionen TEU erhöht. Eine Erweiterung auf bis zu sieben Millionen TEU ist in Planung. Duisburg ist damit europaweit die größte Container-„Drehscheibe“ im Binnenland. Der Hafen mit einem Umfeld von 150 Millionen Einwohnern (siehe auch Blaue Banane) hat zugleich dazu beigetragen, dass Nordrhein-Westfalen mit rund 28.000 Unternehmen und weit über 600.000 Beschäftigten die führende Logistikregion in Europa ist.
Der erste Bauabschnitt des „Duisburg Gateway Terminal“ soll bis zum Sommer 2024 fertiggestellt werden und den Betrieb aufnehmen.

## Geschichte
Die heutige Duisburger Hafen AG wurde 1926 als Duisburg-Ruhrorter Häfen Aktiengesellschaft gegründet. Dieser Zusammenschluss der vormals getrennten Hafengesellschaften der Städte Duisburg und Ruhrort fand ein Jahr vor dem Zusammenschluss beider Städte (1927) statt. Als Startschuss für die Hafengeschichte gilt ein Beschluss, den der Magistrat von Ruhrort am 16. September 1716 fasste. Unmittelbar danach begann der Ausbau eines ersten gesicherten Hafenbeckens mit dem Ziel, die zunehmende Zahl von Kohleschiffen aus den Zechen des märkischen Bergbaugebietes hier zu be-, ent- und umzuladen.
Schon in den 1920er Jahren war der Duisburger Hafen zentraler Güterumschlagplatz insbesondere für die Montanindustrie an Rhein und Ruhr. im Zweiten Weltkrieg wurden die Hafenanlagen weitgehend zerstört. In den Nachkriegsjahren erlebte der Hafen einen Neubeginn; nach der Währungsreform 1948 begann ein langanhaltendes Wirtschaftswunder in Deutschland. Die wichtigsten Umschlaggüter waren zunächst Erz und Kohle. Wegen Kohlekrise und Stahlkrise gingen deren Transportmengen später zurück. Die Transportmengen von Massengüter wie Mineralöl, Eisen, Stahl, Kies, Sand, Schrott und Getreide stiegen.
In den 1980er Jahren begann die Duisburger Hafen AG den Bau der ersten Containerterminals. 1984 wurde das DeCeTe Duisburger Container-Terminal fertiggestellt, 1987 das Rhein-Ruhr-Terminal (RRT) und die erste Roll-on-Roll-off-Anlage. Auf der Ruhrgebietskonferenz 1988 gab die Betreibergesellschaft bekannt, es gebe einen Strukturwandel vom Kohle- zum Stückgutumschlag, insbesondere zum Umschlag von Containern.
Nach dem Fall des Eisernen Vorhangs, der Auflösung des Ostblocks und dem Zerfall der Sowjetunion wuchs das Einzugsgebiet einiger großer deutscher Häfen. Die Duisburger Hafen AG intensivierte den Kombinierten Verkehr und baute einen Bahnhof, um ihre Kapazität für Warenumschlag zwischen Schiffen auf Güterwaggons zu erhöhen. Der Hafen wurde damit trimodaler.
Seit Mai 2000 firmiert die Hafengesellschaft als Duisburger Hafen AG. Sämtliche Aktivitäten der Gruppe finden unter der Dachmarke Duisport statt.
2016 feierte der Duisburger Hafen sein 300-jähriges Bestehen. Anlässlich des Jubiläums entstand das „Echo des Poseidon“. Die vom Künstler Markus Lüpertz erschaffene 11 Tonnen schwere Statue steht auf einem 4½ Meter hohen Sockel auf der Mercatorinsel an der Zufahrt zum Duisburger Binnenhafen.
Vom Hafen Duisburg aus werden Container, Anhänger und Wechselbehälter per Eisenbahn zu zahlreichen nationalen und internationalen Zielen transportiert. Darunter sind (Stand 2018) Linienverkehre nach Chongqing und weiteren Destinationen in der VR China – „Neue Seidenstraße“.
Die Duisburger Hafen AG gehörte im Jahr 2021 zu den Stiftern der Open Logistics Foundation, einer gemeinnützigen Stiftung, die Open-Source-Lösungen für Logistik und Supply-Chain-Management entwickelt und implementiert.
Im Oktober 2022 wurde bekannt, dass die chinesische Staatsreederei COSCO nicht mehr am Projekt klimaneutrales Terminal beteiligt ist.

## Geschäftsbereiche
duisport agency (dpa)
1997 wurde die Port Agency Duisburg, die heutige duisport agency, gegründet. Ihre Aufgabe bestand anfänglich vor allem im Standortmarketing. Im Laufe der Zeit verlagerte sich der Schwerpunkt jedoch auf die Entwicklung von multimodalen Transportkonzepten, insbesondere per Schiene.
duisport rail (dpr)
Im Mai 2001 wurde eine eigene Bahngesellschaft, die duisport rail, gegründet. Neben der Vernetzung der Hafenzentren logport und Ruhrort umfasst deren Angebot zusätzliche regionale Verkehrsdienstleistungen.
duisport facility logistics (dfl)
Dienstleistungen im Bereich der Hafen- und Instandhaltungslogistik werden seit 2002 in der speziell dafür gegründeten Tochtergesellschaft duisport facility logistics GmbH zusammengefasst.
duisport packing logistics (dpl)
2007 übernahm die duisport-Gruppe die VTS-Gruppe, einen auf die Produkte des Maschinen- und Anlagenbaus spezialisierten Verpackungslogistiker. Mit der Umfirmierung der VTS in duisport packing logistics wurde Anfang 2010 die endgültige Integration in die duisport-Gruppe vollendet. Seitdem wurde die duisport packing logistics um nationale Standorte zum Beispiel in Hamburg, Metzingen, Chemnitz und Offenbach sowie international in China, Indien und Belgien erweitert.
duisport consult (dpc)
Seit 2009 setzt die Konzerntochter duisport consult GmbH internationale Beratungsprojekte im Bereich der Entwicklung von Infra- und Suprastrukturkonzepten und Logistikplanung um. Dazu gehörten inzwischen u. a. Hafen- und Hinterlandkonzepte für São Paulo (Brasilien) und Djebel Ali (Dubai).
startport
Im Oktober 2017 gründete die Duisburger Hafen AG die Innovationsplattform Logistik „startport“. Startup-Unternehmen wird auf einer Gesamtfläche von 550 Quadratmetern im kreativen Umfeld der Werhahnmühle am Duisburger Innenhafen die Möglichkeit gegeben, innovative logistische Lösungen zu entwickeln. Interessierte Firmengründer können sich über die Website für einen Platz im startport-Programm bewerben.
Bohnen Logistik
Jüngstes Mitglied der Duisport-Gruppe wurde 2017 im Rahmen einer Nachfolgeregelung das Speditionsunternehmen Bohnen Logistik mit 150 Beschäftigten und einem Jahresumsatz von ca. 25 Millionen Euro, das u. a. zu den Partnerunternehmen im Hafenbereich logport I gehört.

## Das logport-Konzept

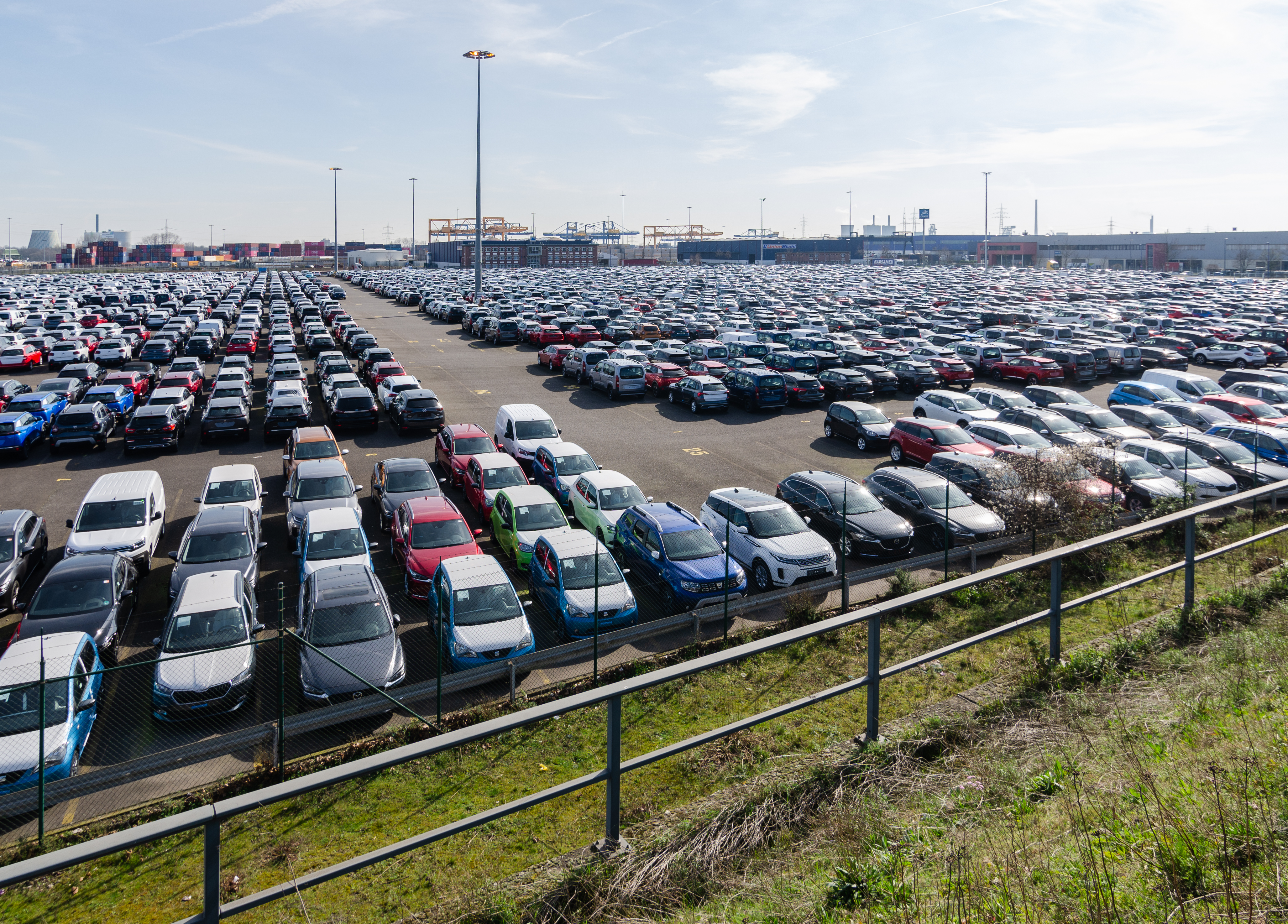
logport I: Autoterminal im Norden, verschiedene Firmen im Hintergrund

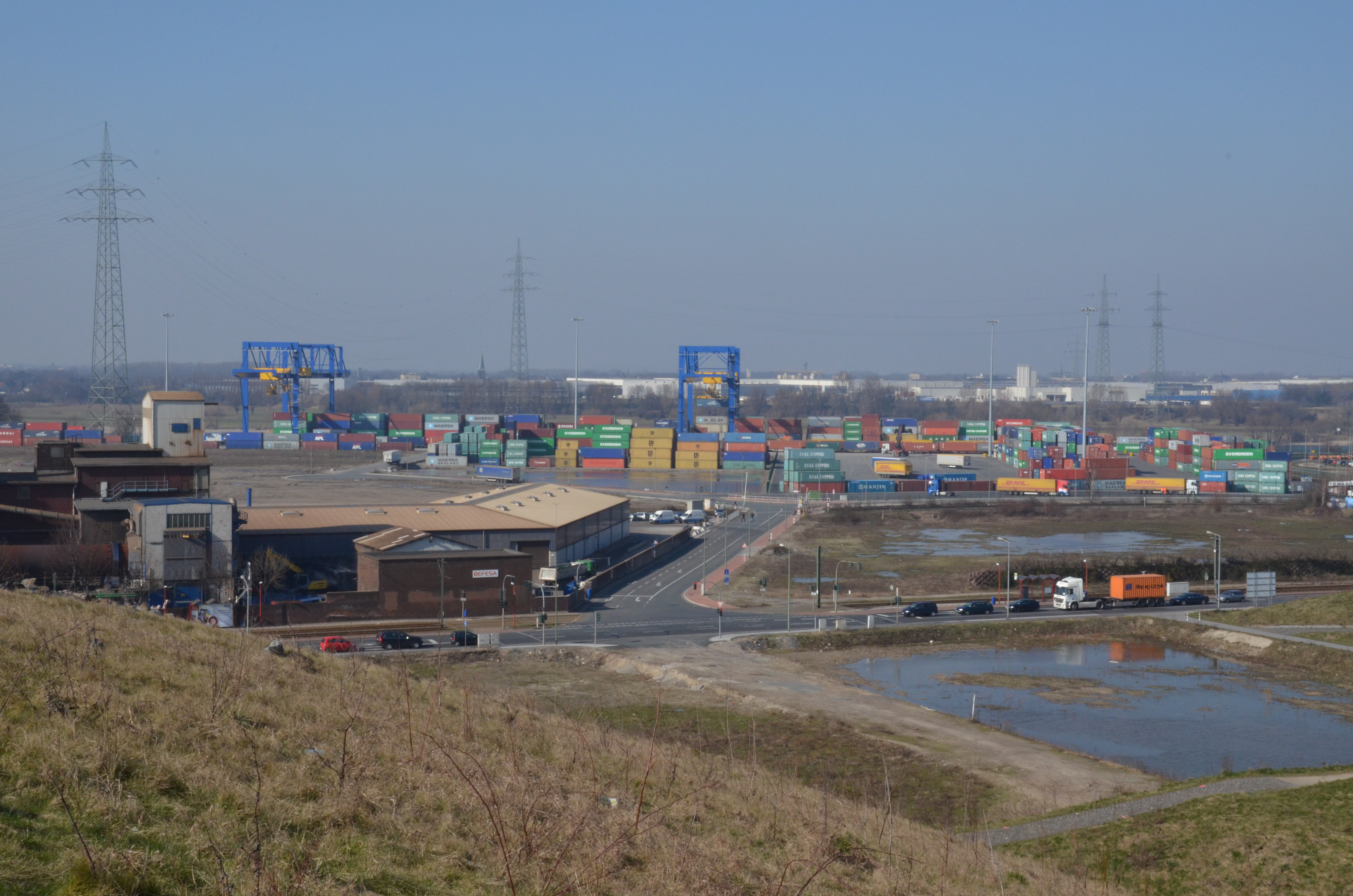
logport II: Hafengebiet von der Heinrich-Hildebrand-Höhe aus gesehen

Das logport-Konzept ist ein Teil des Strukturwandels in der Rhein-Ruhr-Region und entwickelt brachliegende Industrieflächen zu Logistikarealen.

### logport I
Kern der strategischen Neuausrichtung war die Entwicklung des logport-Konzeptes (logport-spirit) im Jahr 1998. Dessen erfolgreiche Entwicklung soll nach 20 Jahren am 7. September 2018 mit einem Fest gewürdigt werden. 1998 nahm das logport Logistic-Center Duisburg GmbH seine Aktivitäten auf. Aufgabe dieser Vermarktungsgesellschaft war es, das damals neu erworbene Gelände (über 265 Hektar) des früheren Krupp-Hüttenwerkes in Duisburg-Rheinhausen zu einem logistischen Dienstleistungs- und Logistikzentrum unter dem Namen „logport I“ umzugestalten. Kurz darauf folgte die erste Neuansiedlung mit der New Wave Logistics, einem Tochterunternehmen der japanischen Großreederei Nippon Yūsen, die heute in Duisburg ihre Deutschlandzentrale betreibt. In nachfolgenden Jahren wurden unter anderem Großkunden gewonnen wie Rhenus, DB Schenker und DHL.
2002 wurde auf dem logport-Areal das DIT Duisburg Intermodal Terminal als trimodale Schnittstelle zwischen den Verkehrsträgern Schiff, Eisenbahn und Lkw mit einer Kapazität von 250.000 TEU jährlich eröffnet. Zuletzt wurden zwei weitere Terminals, das D3T Duisburg Trimodal Terminal und das DKT Duisburg Kombiterminal, auf dem Gelände errichtet, um dem steigenden Bedarf entgegenzukommen. Anfang 2009 war das logport-Gelände nahezu vollständig vermarktet und bereits zu mehr als 60 Prozent in Betrieb. Inzwischen stehen dort 650.000 Quadratmeter Hallenfläche zur Verfügung. Über 5000 Arbeitsplätze sind dort entstanden. Mit der Einweihung des 2012 durch die Duisport-Gruppe in sieben Monaten Bauzeit errichteten neuen Logistikkomplexes der Kühne-+-Nagel-Gruppe auf logport I ist Duisburg mit fast 185.000 Quadratmetern Fläche nun der weltweit größte Standort dieses Unternehmens.

### logport II
Das Hafengebiet setzt sich inzwischen auf der gegenüberliegenden Rheinseite im Stadtbezirk Duisburg-Süd fort: logport II verfügt über insgesamt 35 Hektar Logistikfläche. Seit 2009 ist dort das Gateway-West-Terminal in Betrieb, das die Duisport-Gruppe gemeinsam mit der Imperial-Gruppe betreibt. Ende 2009 nahm auf dem Duisport-Gelände ein Schwergut-Terminal seinen Betrieb auf.
Im Jahr 2013 nahm das größte deutsche Logistikzentrum der Audi, ebenfalls errichtet auf dem Gelände des „logport II“, seinen Betrieb auf. Inzwischen wurde der Vertrag bis 2023 verlängert. Von dort aus werden Komponenten zahlreicher Audi-Modelle verpackt und per Container auf den Weg zu den Produktionsbändern in Übersee geschickt. Auch die VW lässt seit 2014 von einem Logistikzentrum in Duisburg-Kaßlerfeld aus Bauteile in eigene überseeische Werke transportieren. 2017 eröffnete auch Daimler einen eigenen Standort im Duisburger Hafen – auf der Mercatorinsel an der Ruhrmündung errichtete Duisport für das Produktionsnetzwerk des Geschäftsfelds Mercedes-Benz Vans eine Halle, von der aus Bauteile verpackt und über Rotterdam und Antwerpen nach Übersee verschifft werden. Damit gehen inzwischen etwa 1½ Millionen Tonnen Fahrzeugkomponenten pro Jahr von Duisburg aus in die Welt. Am Automobilstandort Duisburg entstanden dadurch inzwischen 2500 Logistikarbeitsplätze.

### logport III
Auf dem ehemaligen Rangierbahnhof Duisburg-Hohenbudberg entstand das Areal logport III. Über ein bimodales Terminal wickelt hier das niederländische Logistikunternehmen Samskip van Dieren mehr als 50 wöchentliche Zugverbindungen u. a. in Richtung Skandinavien ab.
Im September 2013 wurde eine direkte, nicht-öffentliche Verbindungsstraße zwischen dem Chempark Krefeld-Uerdingen und logport III eingeweiht. Durch das gemeinsame Projekt von Currenta und Duisport wird ein erheblicher Teil von Chemietransporten der im Chempark ansässigen Unternehmen auf die Schiene verlagert.

### logport IV
Als nächstes Mitglied der logport-Familie wurde ein 240 Hektar großes Grundstück in Kamp-Lintfort erworben. Auf der ehemaligen Kohlenlagerfläche des Bergwerks West entstand ein neues Industriegebiet mit bimodalem Anschluss. Das Gelände ist seit Ende 2016 vollständig vermarktet. Dort lassen sich die Steinhoff-Gruppe und das E-Commerce-Unternehmen Chal-Tec nieder.

### logport V
Auf einem stillgelegten Kohlezechen-Gelände in Oberhausen ist das ca. 30 Hektar große logport-V-Areal entstanden. Dort errichtet die Edeka Handelsgesellschaft Rhein-Ruhr ein Logistikzentrum.

### logport VI
Das ca. 40 Hektar große Grundstück der insolventen Papierfabrik Walsum GmbH wurde inklusive der bestehenden Hallen und Produktionsanlagen von der Duisburger Hafen AG erworben. Auf diesem Gelände in Duisburg-Walsum entsteht das trimodal angebundene logport-VI-Areal: 40 Hektar mit Hafen, Containerterminal und Logistik- und Gewerbeflächen.

### Mercatorinsel
Die Duisburger Hafen AG hat 2017, für DB Schenker ein Logistikzentrum auf der Mercatorinsel in Duisburg-Ruhrort errichtet. Von dort aus konsolidiert, verpackt und verschifft DB Schenker Einzelteile und Fahrzeugkomponenten für das weltweite Produktionsnetzwerk des Geschäftsfelds Mercedes-Benz Vans von Daimler.

### Weitere Aktivitäten
Um das Modell „logport“ in die umliegende Region zu transferieren, wurde bereits 2008 gemeinsam mit RAG Montan-Immobilien das Joint Venture logport ruhr GmbH gegründet, um geeignete Grundstücke im Ruhrgebiet als Logistikstandorte mit zukunftsfähigen Konzepten zu vermarkten. Als logport VII soll das 50-Hektar-Areal der früheren Zeche Auguste Victoria in Marl entwickelt werden. Weitere Ruhr-Standorte sind im Gespräch, um ebenfalls in multimodale Logistikzentren umgewandelt zu werden. Logistikkonzepte nach logport-Vorbild werden ebenfalls umgesetzt in Lülsdorf bei Bonn, wo in Kooperation mit Evonik 50 Hektar Hafen- und Logistikfläche erschlossen werden. Weitere 45 Hektar aus dem Bestand eines rheinischen Industrieunternehmens werden in Kürze ebenfalls von Duisport zur weiteren Entwicklung übernommen. Auf einer 53 Hektar großen rekultivierten Fläche des Tagebaus Garzweiler auf dem Gebiet der Städte Grevenbroich und Jüchen entwickeln Duisport und RWE Power AG ein bimodales Gewerbe- und Industriegebiet. Aktuell sind damit insgesamt fast 200 Hektar Flächen in ganz NRW in der Entwicklung.

## Wirtschaft
Seit Beginn der Neustrukturierung 1998 ist der Umsatz der Duisport-Gruppe auf 292,6 Millionen Euro im Geschäftsjahr 2019 gewachsen, das operative Ergebnis (EBITDA) stieg auf 43,4 Mio., der Jahresüberschuss auf 13 Mio. Euro. Die Zahl der Arbeitsplätze bei der Hafengesellschaft hat sich seit 1998 auf 1500 mehr als verfünffacht. Im regionalen Umfeld wuchs der durch den Hafen ausgelöste Beschäftigungseffekt von rund 19.000 auf heute rund 50.000 Arbeitsplätze. Die durch den Hafenbetrieb ausgelöste Wertschöpfung im Nahbereich liegt bei jährlich drei Milliarden Euro. Damit gilt die Entwicklung des Duisburger Hafens als Erfolg des Strukturwandels im Ruhrgebiet.
Ein Vertrag mit Chinas Logistikentwickler China Merchants Holding kam entlang der „Neuen Seidenstraße“ – so im westchinesischen Ürümqi, in Istanbul und in Minsk (Belarus); wo mit dem Areal „Great Stone“ das derzeit größte Industrie- und Logistikgebiet der Welt entsteht.
Gemeinsam mit Partnern wie der Universität Duisburg-Essen entsteht noch 2018 im Duisburger Hafen ein 3D-Druck-Zentrum. Hier sollen die Potenziale der additiven Fertigung in die industrielle Praxis überführt werden, verbunden mit der Überführung von Verpackungs- und Transportlogistik in die industrielle Wertschöpfungskette.
Duisport hat gemeinsam mit der Universität Duisburg-Essen einen integrierten Energie- und Klimaschutzplan entwickelt. Um Staus zu vermeiden und dadurch Anwohner vom Verkehrslärm zu entlasten. Duisport hat überdies mit den Logistikern am Standort Konzepte entwickelt, um jährlich über 100.000 Lkw-Fahrten von der Straße auf die Bahn und die Binnenschifffahrt zu verlagern.
Gemeinsam mit Innogy werden Solarlösungen und elektrobetriebene Transportsysteme entwickelt. Die ersten Solarfolien sind bereits auf der Fassade einer Immobilie im Freihafen angebracht worden. Nach erfolgreichem Testlauf besteht das Potential, bis zu zehn Millionen Quadratmeter Fassaden- und Dachfläche im Duisburger Hafen zur Gewinnung von Energie zu nutzen. Duisports Fahrzeugflotte wird bei Eignung nach und nach auf Elektromobilität umgerüstet.
Das Flüssiggas LNG ist eine Alternative zum Dieselkraftstoff. Mit Unterstützung von RWE und der Universität Duisburg-Essen wird der Einsatz von LNG in hafentypischen Umschlaggeräten in einem vom Europäischen Fonds für regionale Entwicklung (EFRE) geförderten Projekt demonstriert. Überdies hat eine mobile multimodal nutzbare LNG-Tankstelle ihren Betrieb aufgenommen. Anfang 2019 sollen Binnenschiffe mit Landstrom versorgt werden.